# Phaedra's Love
Phaedra's Love (L'amore di Fedra) è la seconda opera teatrale di Sarah Kane, andata in scena per la prima volta a Londra nel 1996.
L'opera, definita dalla Kane "una commedia", è una rivisitazione in chiave moderna del mito di Fedra, già portato a teatro da Euripide, Seneca, Racine e D'Annunzio. A differenza delle messe in scena classiche, le azioni più violenti dell'opera avvengono sulla scena.

## Trama
Il principe Ippolito, figlio di Teseo, è un giovane annoiato che passa le sue giornate sul divano a guardare la televisione e a consumare rapporti sessuali con persone chiamate per l'occasione. Il giorno del suo compleanno la matrigna Fedra gli confessa di essere innamorata di lui, ma dopo avergli praticato sesso orale Ippolito le svela di essere andato a letto con Strofe (figlia di prime nozze di Fedra) e che Strofe era stata l'amante di Teseo. La regina, insultata e umiliata, si uccide e lascia un biglietto in cui accusa il principe di averla stuprata.
Nonostante gli sforzi di Stofe per salvare il fratellastro, Ippolito è messo in prigione e un prete gli fa notare che se non si redime non sarà solo lui a pagarne le conseguenze: l'intera monarchia, e quindi la stabilità del Paese, verrà messa in discussione. Ippolito non si redime e seduce il prete.
Il principe viene linciato dalla folla, Strofe (sotto mentite spoglie) è stuprata e uccisa da Teseo; quando il Re scopre l'identità della fanciulla si suicida.